# Colin Maclaurin
Colin Maclaurin   (The Manse, febrer 1698 - Edimburg, 14 de juny de 1746) va ser un matemàtic escocès amb grans contribucions en geometria i àlgebra. Les sèries de Maclaurin, un cas especial de les sèries de Taylor, reben aquest nom per ell.
Degut a canvis en l'ortografia des del seu temps (el seu cognom s'escrivia com "M'Laurine"), el seu cognom alternativament s'escriu MacLaurin. En el gaèlic escocès el seu nom és Cailean MacLabhruinn, el qual és literalment "Colin, el fill de Laurence".

## Biografia
Maclaurin nasqué a Kilmodan, comtat d'Argyll. El seu pare era eclesiàstic rector de Glendaruel i, com que va morir quan Colin era un infant, va ser educat pel seu oncle, el Reverend Daniel Maclaurin, rector de Kilfinan.
Als onze anys, Maclaurin entrà a la Universitat de Glasgow. Es graduà tres anys més tard amb la tesi De gravitate, aliisque viribus naturalibus (Sobre la gravetat i altres forces naturals). Després de graduar-se va tornar a Kilfinan on va continuar estudiant pel seu compte matemàtiques i teologia, fins que el 1717, amb només 19 anys, passà a ser professor de matemàtiques al Marischal College de la Universitat d'Aberdeen. Va tenir el rècord de ser el professor més jove fins al març del 2008, quan oficialment es va donar aquest rècord a Alia Sabur.
En les vacances de 1719 i 1721, Maclaurin anà a Londres on va ser rebut per Sir Isaac Newton, el Dr. Hoadley, Samuel Clarke, Martin Folkes i altres filòsofs eminents. Va ser admès com a membre de la Royal Society.
El 1722, viatjà al continent europeu com tutor de George Hume, el fill d'Alexander Hume, a la Lorena va escriure le seu assaig sobre la Percussió del Cossos, amb el qual guanyà el premi de l'Acadèmie Royale des Sciences el 1724. Aquestes absències no van ser ben vistes al Marischal College que va estar a punt d'acomiadar-lo.

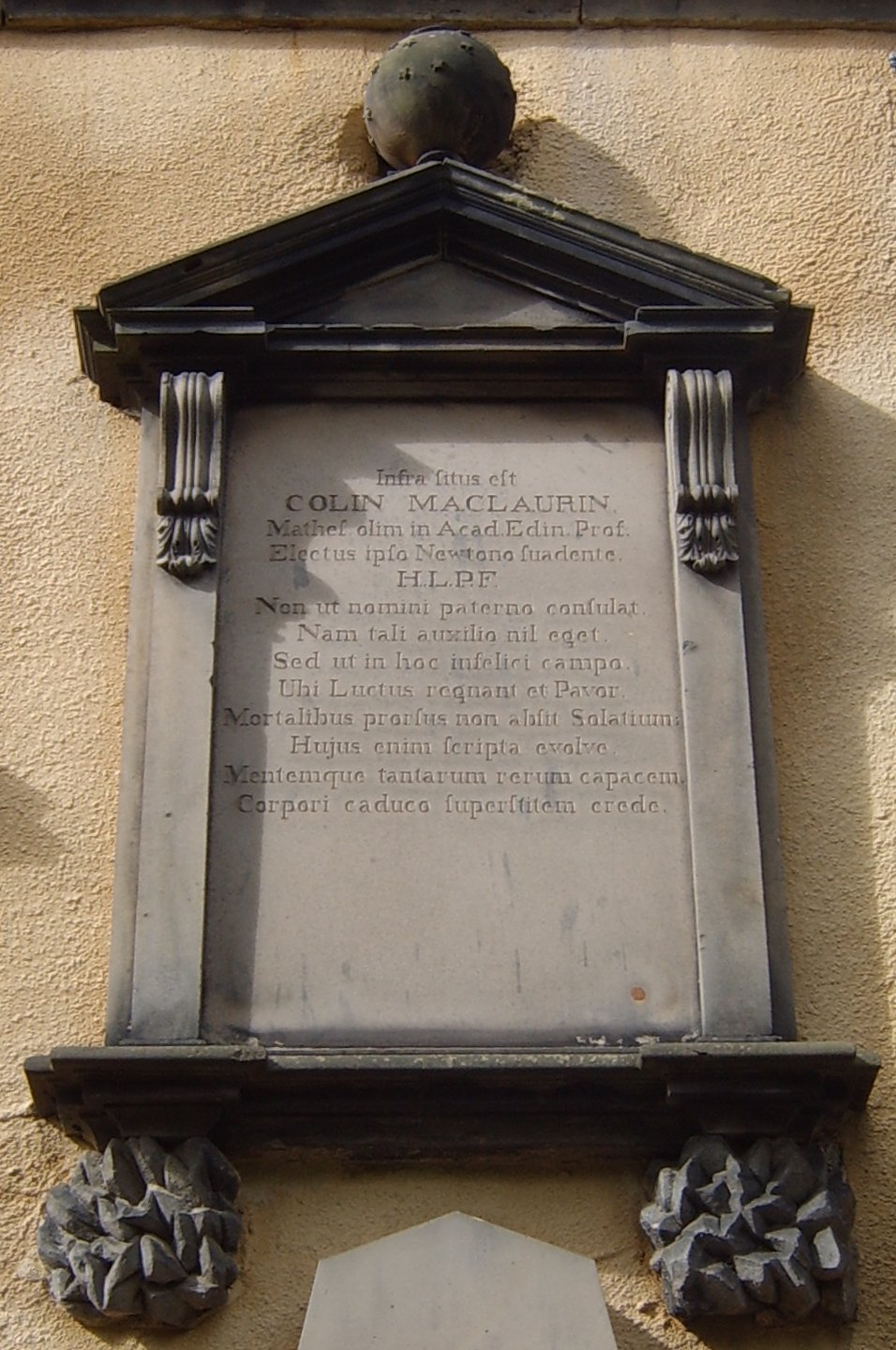
Memorial al cementiri de Greyfriars Kirkyard, Edimburg.

El 1725, Newton el va recomanar per a un lloc dins la Universitat d'Edimburg on Maclaurin passà la resta de la seva vida.
MacLaurin va ser el principal estudiós i crític de l'obra de Newton.

## Contribucions a les matemàtiques
Encara que les Sèries de Taylor eren conegudes abans per Newton i Gregory, i en casos especials per Madhava de Sangamagrama a l'Índia del segle xiv, Maclaurin les atribuí a Taylor en el seu treball, però la seva caracterització va ser clau per a determinar els màxims, els mínims i els punt d'inflexió de les corbes algebraiques.
El 1742 va publicar la seva obra principal: el Treatise on Fluxions (Tractat sobre fluxions) en el qual fa una defensa aferrissada de la teoria newtoniana, tant des del vessant geomètric com des de l'analític. El llibre conté, entre d'altres aportacions importants, el seu estudi de les sèries, la seva aportació a la fórmula d'Euler-Maclaurin, algunes idees de geometria projectiva i desenvolupaments de la teoria de la gravitació universal.
Va trobar la fórmula que relaciona la velocitat de rotació d'una esfera autogravitant amb el seu aplanament. Per a deduir-la va considerar l'equilibri hidroestàtic entre dues columnas de líquid, una polar i l'altra equatorial, que conflueixen en el centre de la Terra.

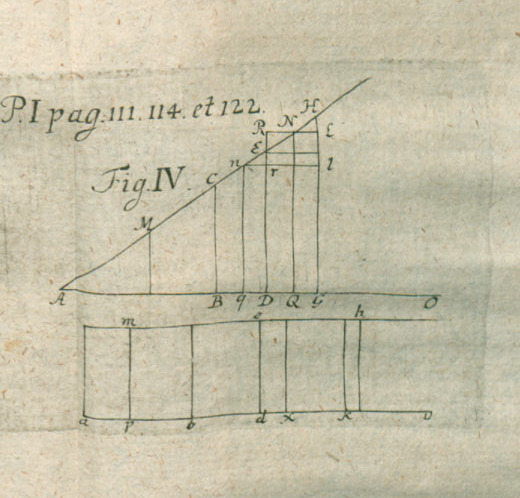
Il·lustració de la revisió a De fluxionibus libri duo (Acta eruditorum, 1760)

El 1748, pòstumament, es va publicar Treatise of Algebra. En aquest tractat usà determinants per a resoldre equacions de quatre incògnites. Dos anys després aquest mètode va ser popularitzat per Gabriel Cramer com a Regla de Cramer.

## Algunes obres
- Geometria Organica - 1720
- De Linearum Geometricarum Proprietatibus - 1720
- Memoria concerning the mensuration of tuns or backs - 1735.[14]
- Treatise on Fluxions - 1742 (763 pàgines en dos volums. La primera exposició sistemàtica dels mètodes de Newton.)
- Treatise on Algebra - 1748
- Account of Newton's Discoveries - Incompleta en el moment de la seva mort i publicada el 1750